# Jean-Claude Danglot
Jean-Claude Danglot, né le 20 septembre 1950, est un homme politique français.

## Biographie
Sapeur-pompier de profession, il devient sénateur du Pas-de-Calais le 3 janvier 2007, en remplacement de Mme Maryse Roger-Coupin (démissionnaire). Au Sénat, il est membre de la commission des affaires économiques et du Groupe Communiste, républicain et citoyen (CRC). Son mandat prend fin le 30 septembre 2011.
Il quitte le Parti communiste français en 2014 et rejoint par la suite le Parti de la démondialisation (Pardem), présidé par Jacques Nikonoff.

## Anciens mandats
- Conseiller municipal de Fouquières-lès-Lens
- Conseiller régional du Nord-Pas-de-Calais
- Conseiller municipal d'Arras
- Conseiller municipal de Saint-Laurent-Blangy